# 台湾鉄路公司E500型電気機関車
台湾鉄路公司E500型電気機関車（たいわんてつろこうしE500がたでんききかんしゃ、正体字: 台鐵E500型電力機車）は、台湾鉄路管理局（現台湾鉄路公司、以下「台鉄」に略称）の幹線用大型電気機関車。台湾で初めての日本製電気機関車である 。

## 概要
2015年、台鉄が提出した車両の購入及び更新計画（2015年-2024年）で、102両の機関車の購入案が計画された。そのうち68両が電気機関車であり、E200・E300・E400型、E1000型を置き換える予定であるとされていた。

機関車には、台湾の電気機関車として初めて4Gネットワーク通信機能が搭載され、車両故障が発生した場合、故障の情報を速やかに車両基地に伝え、修理をスムーズに行うことが可能となる。
2022年、交通部は新春の記者会見において、外観を公表した。
2023年9月17日、初の機関車が花蓮港第8埠頭に到着し、税関で列車防護無線装置の手続きを完了した後、同年9月23日に花蓮機務段（車両基地）に回送された。各種整備等を行った後、同年10月28日に潮州車両基地で新車のお披露目が行われた。
同年10月、グッドデザイン賞を台鉄と東芝が共同で受賞した。

## 特徴

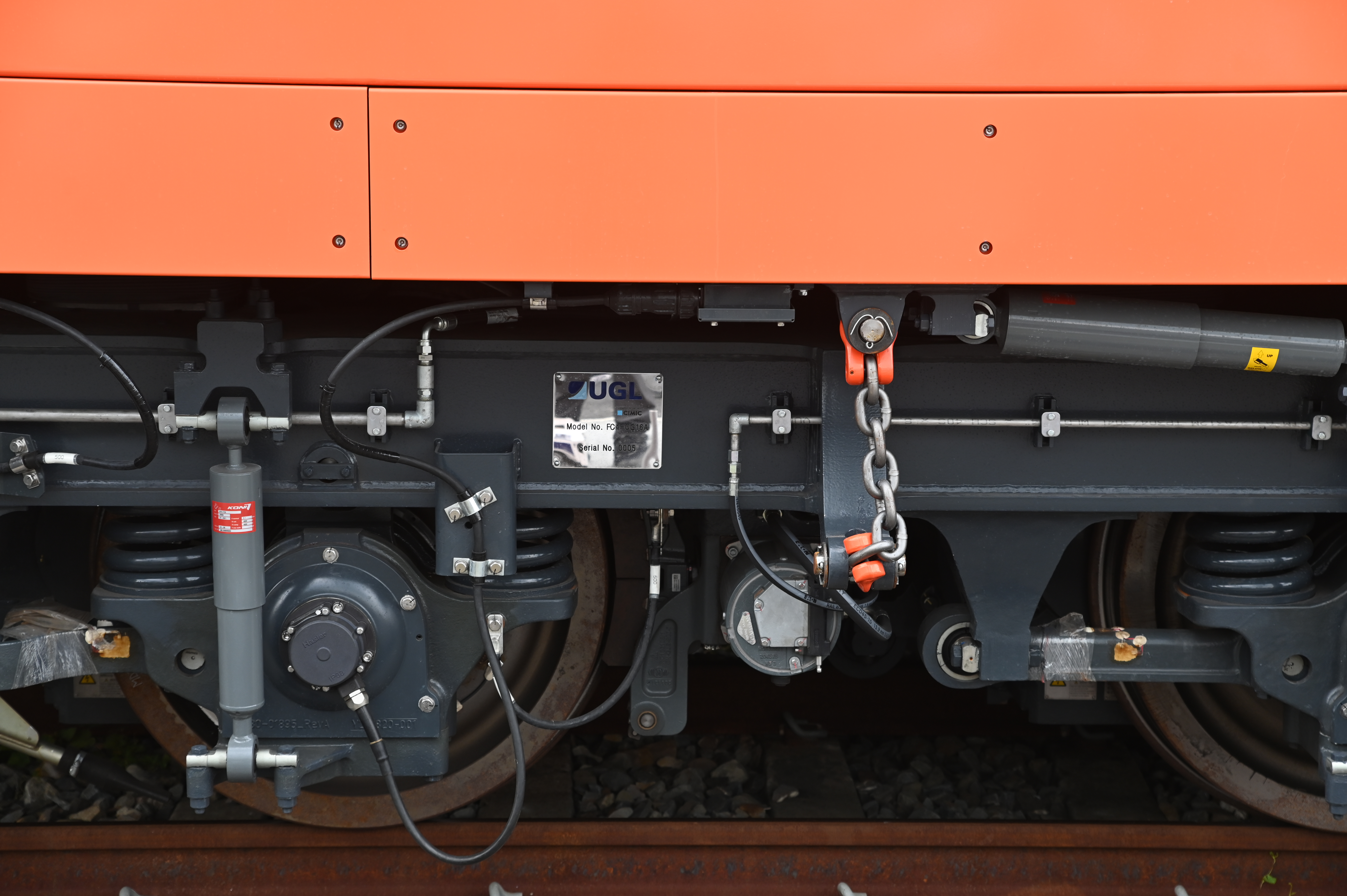
UGL Rail社の銘版
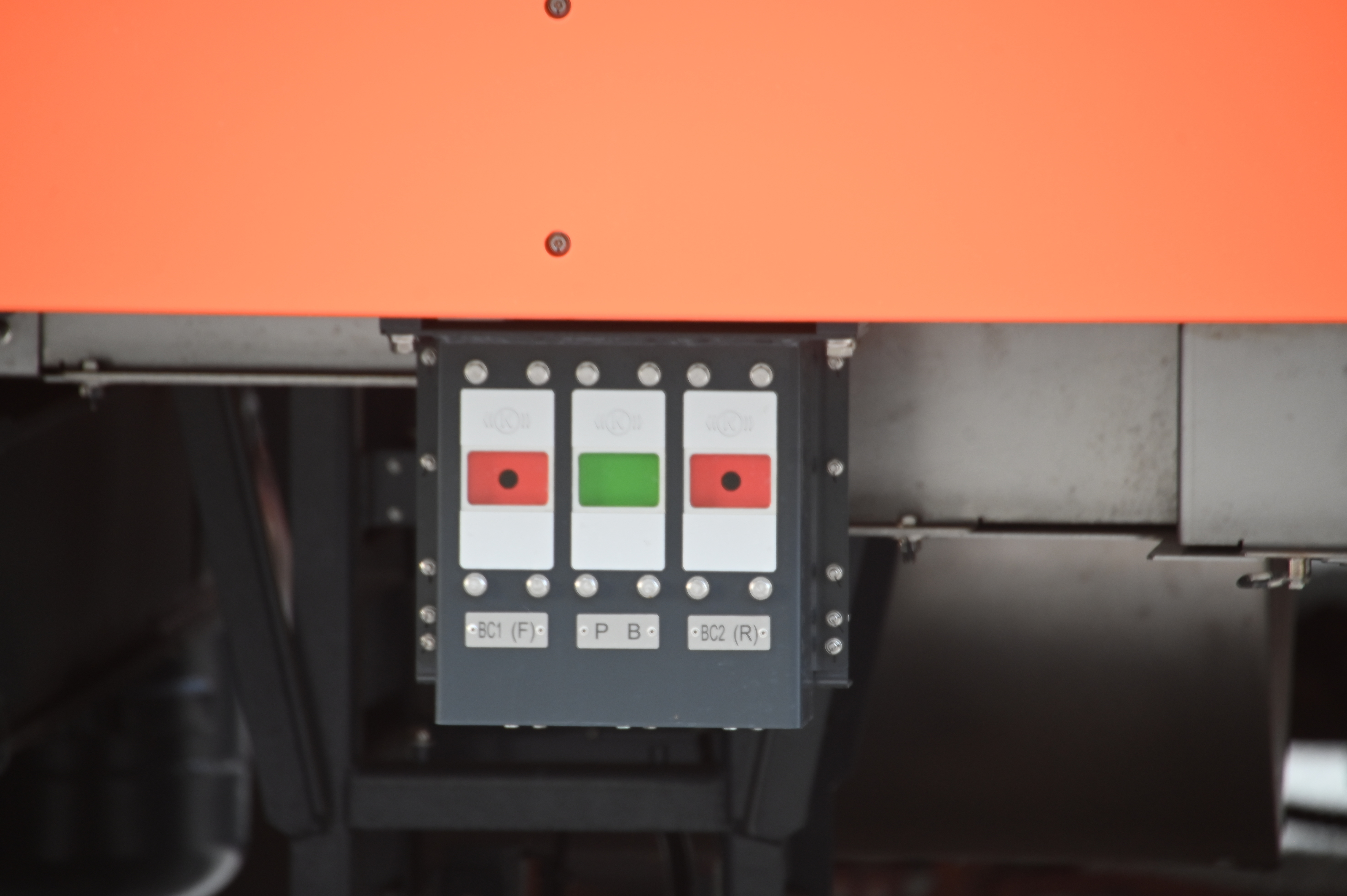
ブレーキ状態指示灯

### 外観
- 東芝が、日本の特許庁に外観の意匠登録を行っている[13]。（意匠登録番号第1638287号、2019年7月12日登録）

### 台車とブレーキ
- オーストラリアのUGL Railが製造する車軸配置Co-Coの台車を使用している。ブレーキシステムは、他の台鉄システムと接続されている。

### その他設備
- 自動列車防護装置（ATP）[14]、通信システム、運行記録、運行情報管理システム（TCMS）[15]

## 画像ギャラリー
- 2023年、グッドデザイン賞を受賞[16][17]。

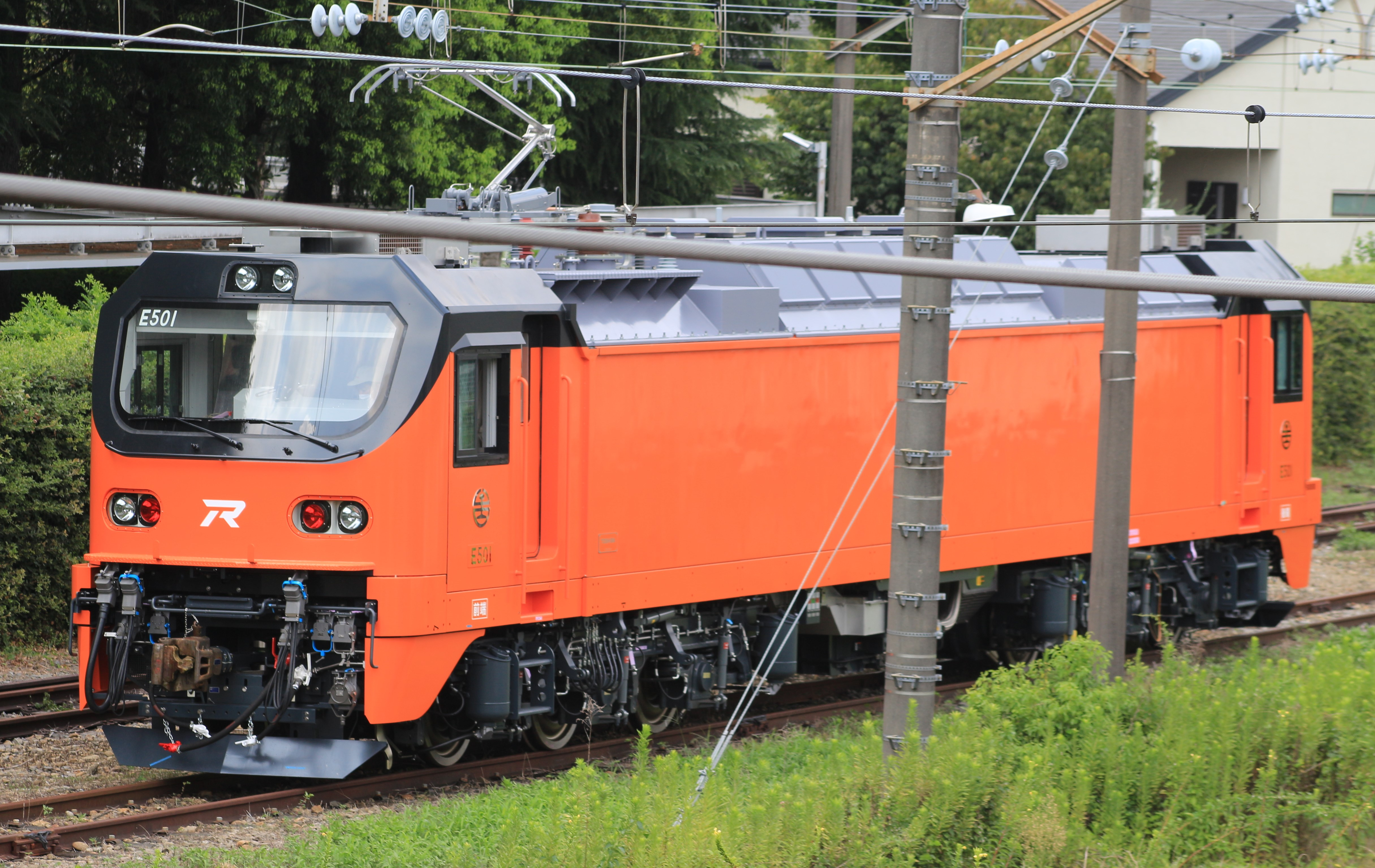
日本の北府中駅でテスト中のE501
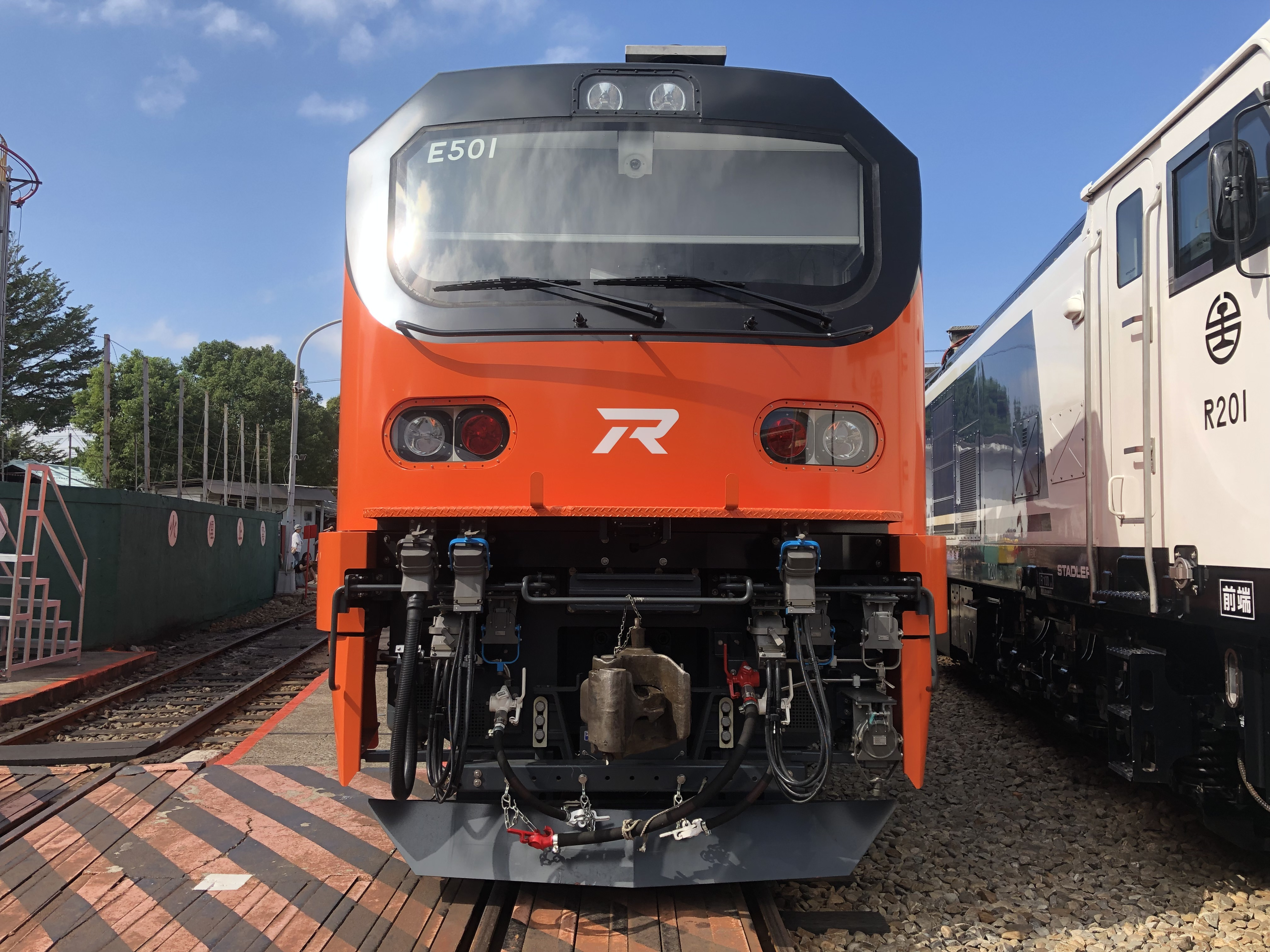
彰化扇形庫内のE501
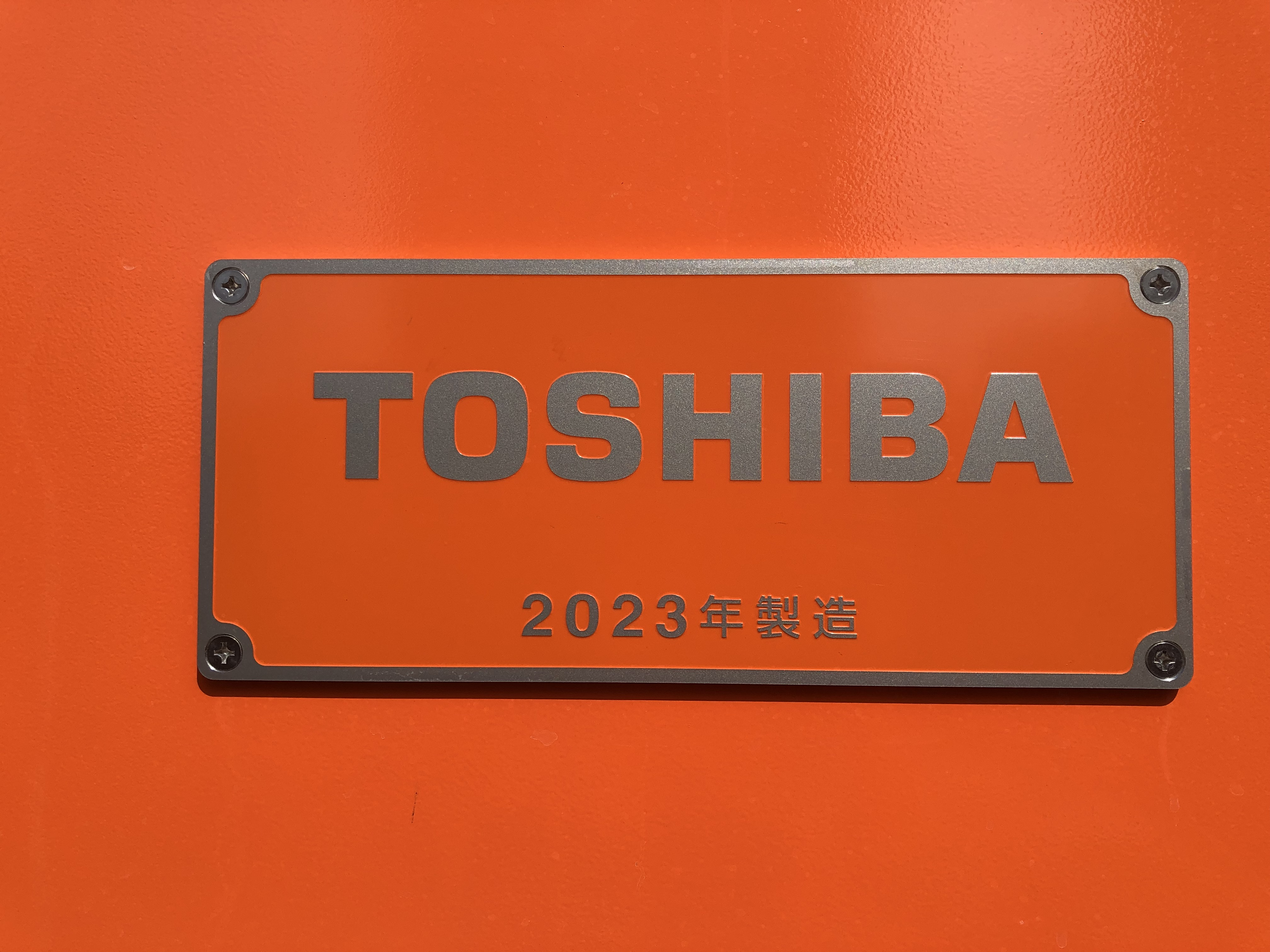
車輌銘板
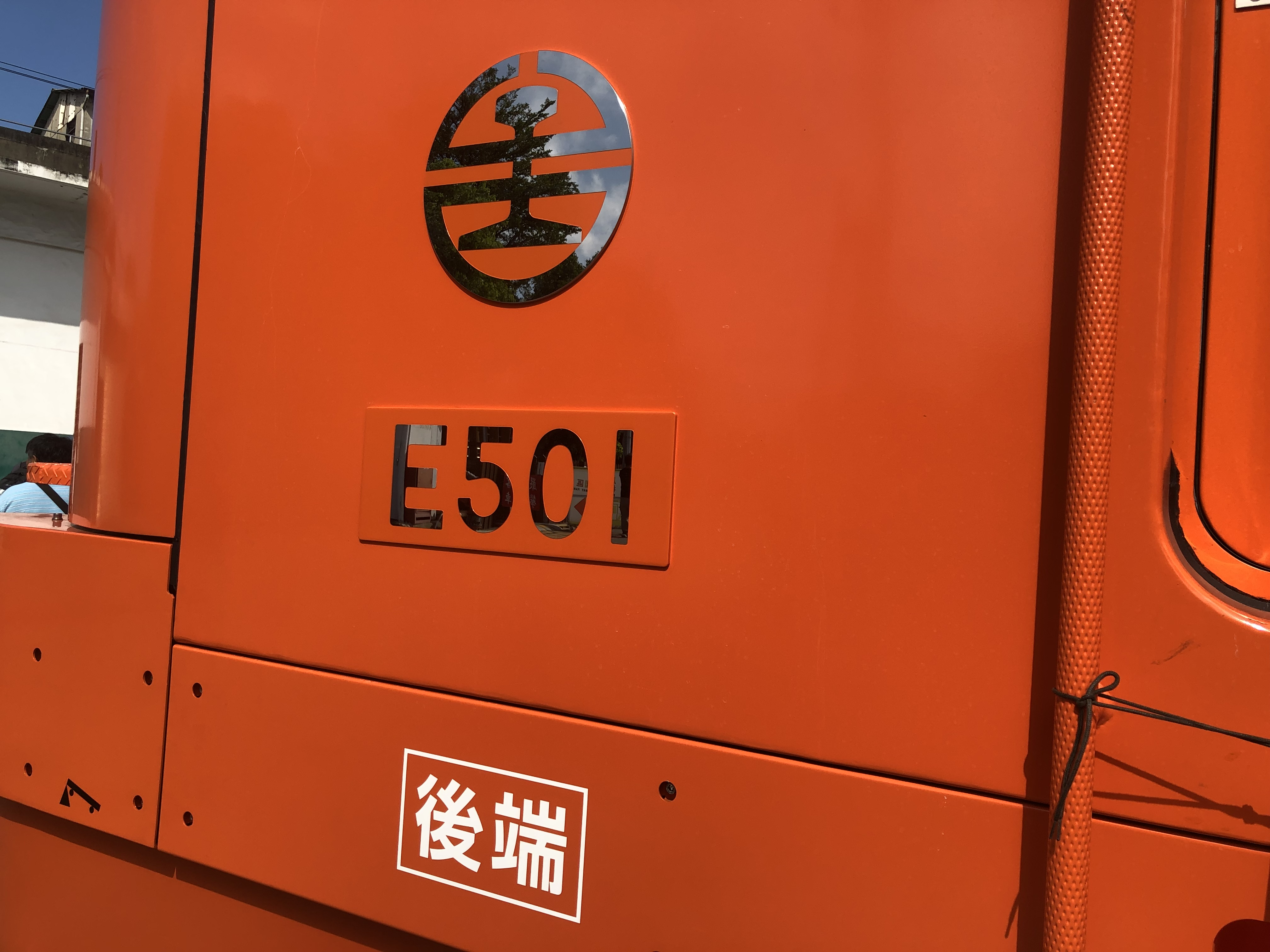
車輛番号プレート